# Paranapiacabaea paulista
Paranapiacabaea paulista är en bladmossart som beskrevs av William Russell Buck och Vital 1992. Paranapiacabaea paulista ingår i släktet Paranapiacabaea och familjen Sematophyllaceae. Inga underarter finns listade i Catalogue of Life.